# Mount Arthur, Antarktis
Mount Arthur är ett berg i Antarktis. Det ligger i Östantarktis. Australien gör anspråk på området. Toppen på Mount Arthur är 1 290 meter över havet.
Terrängen runt Mount Arthur är huvudsakligen lite kuperad. Trakten är obefolkad. Det finns inga samhällen i närheten. 